# Quantenzahl
Quantenzahlen dienen in der modernen Physik zur Beschreibung bestimmter messbarer Größen, die an einem Teilchen, einem System oder an einem seiner Zustände bestimmt werden können. Sie werden über die Atom-, Kern- und Teilchenphysik hinaus überall dort benutzt, wo die Quantenmechanik Anwendung findet. Eine Quantenzahl für eine bestimmte messbare Größe kann nur solchen Zuständen zugeordnet werden, in denen diese Größe mit einem wohldefinierten Wert vorliegt, so dass sich bei einer Messung mit Sicherheit genau dieser Wert zeigen würde. 

## Einführung
Anders als in der klassischen Physik grundsätzlich angenommen, haben in der Quantenmechanik nicht alle messbaren Größen in jedem Zustand einen wohlbestimmten Wert. Hat aber eine Messgröße in einem Zustand einen wohlbestimmten Wert, dann wird der Zustand als Eigenzustand zu dieser Messgröße bezeichnet und ihr wohlbestimmter Wert als der jeweilige Eigenwert. Nur einem solchen Eigenzustand kann eine Quantenzahl zugeschrieben werden, denn sie gibt Auskunft, welcher Eigenwert bei diesem Eigenzustand vorliegt. Die entsprechende Messung am Teilchen bzw. am System würde dann mit Gewissheit diesen Eigenwert liefern (abgesehen von eventuellen Messfehlern). Da sich an sehr kleinen Systemen oder Teilchen viele Größen nur mit diskreten Eigenwerten zeigen (z. B. Energieniveaus für die Elektronen eines Atoms), kann man diese Werte einfach durchnummerieren. Einem Eigenzustand wird als Quantenzahl einfach die laufende Nummer des betreffenden Eigenwerts in dieser Auflistung zugeschrieben. Wenn es sich um eine Größe handelt, deren Eigenwerte immer ein Vielfaches einer natürlichen Einheit sind (z. B. hat der Drehimpuls als Einheit die reduzierte Planck-Konstante {\displaystyle \hbar }), dann gibt die Quantenzahl den Zahlenfaktor vor dieser Einheit an. In Ausdehnung auf Größen, die auch in der Quantenmechanik kontinuierlich verteilte Eigenwerte zeigen (wie Ort und Impuls), wird der vorliegende Eigenwert selbst als Quantenzahl bezeichnet. Stets ist aber zu beachten, dass nach der Quantenmechanik in den meisten möglichen Zuständen eines Teilchens oder Systems für die meisten messbaren Größen gar kein eindeutiger Messwert vorherzusagen ist. Für diese Größe sind die Zustände dann keine Eigenzustände und haben nicht die betreffenden Quantenzahlen. Allenfalls findet man die Redeweise, hier habe eine Quantenzahl einen „unscharfen Wert“ oder sei „keine gute Quantenzahl“. Die Symbole für die Quantenzahlen sind im Prinzip frei wählbar, werden aber meist einheitlich gewählt: z. B. {\displaystyle \,n} für die Energie, {\displaystyle \,l} für den Bahndrehimpuls, {\displaystyle \,s} für den Spin, kleine Buchstaben für die Zustände eines einzelnen Quantenteilchens und große Buchstaben für zusammengesetzte Systeme.

## Vollständiger Satz von Quantenzahlen
Ein vollständiger Satz von Quantenzahlen charakterisiert einen Zustand so vollständig, wie es die Quantenmechanik zulässt. D. h. dieser Satz enthält die Information über die (Eigen)Werte sämtlicher Messgrößen, die man am System messen könnte, ohne dass eine der Messungen das Vorliegen des genauen Werts einer anderen Messgröße zerstören würde. So kann z. B. eine Quantenzahl für den Impuls nie zusammen mit einer Quantenzahl für den Ort auftreten, denn die Möglichkeit, gleichzeitig sichere Messergebnisse für Ort und Impuls vorherzusagen, ist durch die Heisenbergsche Unschärferelation ausgeschlossen.

## Gebundenes Elektron im Wasserstoff-Atom
Nachstehend werden im Einzelnen die Quantenzahlen beschrieben, die zur vollständigen Beschreibung des einfachsten Atoms, des Wasserstoffatoms, gebraucht werden. 
Die Eigenzustände des gebundenen Elektrons und seine Wellenfunktion im Wasserstoffatom werden durch vier Quantenzahlen beschrieben:
als Zustandsvektor: {\displaystyle |\psi \rangle =|n,l,m_{l},m_{s}\rangle }, bzw. als Wellenfunktion: {\displaystyle \psi _{n\,l\,m_{l}\,m_{s}}({\vec {r}},t)}.
Dieser Satz von Quantenzahlen wurde von Wolfgang Pauli erstmals 1924 gefunden. Da sie jeweils einen einzigen Zustand eines Elektrons festlegen, konnte er das nach ihm benannte Pauli-Prinzip so formulieren: Keine zwei Elektronen des Atoms können in allen vier Quantenzahlen übereinstimmen.

### Hauptquantenzahl
Die Hauptquantenzahl {\displaystyle \,n} beschreibt die Schale (bzw. das Haupt-Energieniveau), zu der der Zustand des Elektrons gehört. Sie kann beliebige natürliche Zahlenwerte 
{\displaystyle \,n=1,\,2,\,3\,\ldots }
annehmen. 
Die Schalen werden auch der Reihe nach mit K-,L-,M-,N-...Schale bezeichnet.
Elektronen in der K-Schale befinden sich im Mittel dichter am Atomkern als Elektronen in der L-Schale. L-Schalen-Elektronen wiederum sind im Mittel näher am Atomkern als M-Schalen-Elektronen usw. 

In der einfachsten quantenmechanischen Berechnung (Schrödingergleichung mit Coulomb-Potential) liegt das Energieniveau damit schon fest:
{\displaystyle E_{n}=-{\frac {me^{4}}{8\varepsilon _{0}^{2}h^{2}}}\cdot {\frac {1}{n^{2}}}=-E_{\mathrm {R} }{\frac {1}{n^{2}}}}
mit der Rydberg-Energie {\displaystyle E_{\mathrm {R} }\approx 13{,}6\,\mathrm {eV} }, allerdings müssen im allgemeinen Fall Korrekturen zu dieser einfachen Formel hinzugefügt werden, siehe Quantendefekttheorie. Große {\displaystyle \,n} entsprechen immer höheren Anregungen, bei sehr großem {\displaystyle \,n} spricht man von Rydberg-Atomen.

### Nebenquantenzahl
Die Nebenquantenzahl – auch Bahnquantenzahl oder (Bahn-)Drehimpulsquantenzahl – {\displaystyle l} kennzeichnet die Form des Atomorbitals in einem Atom. Bei gegebenem {\displaystyle n} kann ihr Wert jede kleinere natürliche Zahl (einschließlich Null) sein:
{\displaystyle l=0,\,1,\,2\,\,\ldots <n}.
Der Name „Drehimpulsquantenzahl“ verweist darauf, dass {\displaystyle l(l+1)\hbar ^{2}} der Eigenwert des Quadrats des Drehimpulsoperators {\displaystyle {\hat {\vec {l}}}^{2}} ist.
Im laufenden Text wird der Wert von {\displaystyle l} oft durch bestimmte, historisch festgelegte Buchstaben gekennzeichnet:
- s für {\displaystyle l=0} (ursprünglich für ‚scharf‘, z. B. „s-Zustand“)
- p für {\displaystyle l=1} (ursprünglich für engl. ‚principal‘, ‚Haupt‘-Zustand)
- d für {\displaystyle l=2} (ursprünglich für ‚diffus‘)
- f für {\displaystyle l=3} (ursprünglich für ‚fundamental‘)
- g für {\displaystyle l=4}

und entsprechend alphabetisch weiter. Die gleiche Bezeichnungsweise wird z. B. auch für die Partialwellen bei Streuung, Kernreaktionen usw. verwendet.

### Magnetische Quantenzahl des Bahndrehimpulses
Die magnetische Quantenzahl des Drehimpulses wird mit {\displaystyle \,m_{l}} bezeichnet und beschreibt die räumliche Orientierung des Elektronen-Bahndrehimpulses, genauer: die Größe seiner {\displaystyle z}-Komponente in Einheiten {\displaystyle \hbar }. Deshalb wird sie gelegentlich auch als {\displaystyle \,l_{z}} bezeichnet. Sie kann betragsmäßig nicht größer als die Nebenquantenzahl {\displaystyle \,l} sein, aber auch negative ganzzahlige Werte annehmen (siehe auch Richtungsquantelung):
{\displaystyle m_{l}={\frac {L_{z}}{\hbar }}=-l,\,-(l-1),\,\ldots ,\,-1,\,0,\,1,\ldots ,(l-1),\,l.}
Sie heißt Magnetquantenzahl, weil sie die zusätzliche potentielle Energie des Elektrons charakterisiert, die bei Anlegen eines Magnetfeldes in {\displaystyle z}-Richtung auftritt (Zeeman-Effekt). Durch seine Bewegung erzeugt das Elektron ein magnetisches Moment. Bei (dem Betrag nach) maximaler {\displaystyle z}-Komponente {\displaystyle \,m_{l}=\pm l} zeigt sein Bahndrehimpuls die maximal mögliche parallele oder antiparallele Ausrichtung zur {\displaystyle z}-Achse, und das mit ihm verbundene magnetische Moment bewirkt die im angelegten Feld maximal mögliche Energieerhöhung bzw. -verminderung. Bei {\displaystyle \,m_{l}=0} ist die {\displaystyle z}-Komponente des Bahndrehimpulses null und bleibt ohne Einfluss auf die Energie des Elektrons.

### Spinquantenzahl
Da der Spin(vektor) {\displaystyle {\vec {s}}} des Elektrons die Spinquantenzahl
{\displaystyle s=+{\tfrac {1}{2}}}
hat, gibt es für seine {\displaystyle z}-Komponente nur zwei mögliche Werte:
{\displaystyle s_{z}=\pm {\tfrac {1}{2}}\hbar .}
Die magnetische Spinquantenzahl {\displaystyle m_{s}} beschreibt die Orientierung seines Spins zur {\displaystyle z}-Achse:
{\displaystyle m_{s}={\frac {s_{z}}{\hbar }}=\pm {\tfrac {1}{2}}.}

## Weitere Quantenzahlen
Neben den Isospin- und Strangeness-Quantenzahlen bei Elementarteilchen sind einige andere Beispiele für weitere Quantenzahlen (meist zusammengesetzt bzw. abgeleitet):

### Paritätsquantenzahl
Die Paritätsquantenzahl {\displaystyle \,P} bezeichnet das Symmetrieverhalten des Zustands unter Raumspiegelung. Sie kann die Werte  {\displaystyle +1} und  {\displaystyle -1} annehmen und hat keine Entsprechung in der klassischen Physik. Bis auf wenige Ausnahmen haben alle Energieeigenzustände der verschiedenen quantenmechanischen Systeme in sehr guter Näherung eine dieser beiden Quantenzahlen.

### Gesamtdrehimpulsquantenzahl
Die Gesamtdrehimpulsquantenzahl {\displaystyle \,j} beschreibt den Gesamtdrehimpuls, der die Summe aus zwei oder mehr einzelnen Drehimpulsen ist. Z. B. hat das Elektron einen Bahndrehimpuls (Quantenzahl {\displaystyle \,l}) und einen Spin (Quantenzahl {\displaystyle s={\tfrac {1}{2}}}). Daher können sich Eigenzustände bilden zur Gesamtdrehimpulsquantenzahl
{\displaystyle j=l+{\tfrac {1}{2}}} und zu
{\displaystyle j=l-{\tfrac {1}{2}},}
weiter zu unterscheiden durch die magnetischen Quantenzahlen
{\displaystyle m_{j}=[-j,-(j-1),\dots ,j].}
In solchen Zuständen sind {\displaystyle l} und {\displaystyle s} noch gute Quantenzahlen, {\displaystyle m_{l}} und {\displaystyle m_{s}} aber nicht mehr.
Bei mehreren Elektronen im Atom kann man auch die Zustände bilden, in denen die Summe der Bahndrehimpulse einen wohldefinierten Gesamtbahndrehimpuls (Quantenzahl {\displaystyle L}) bilden und die Summe der Spins einen Gesamtspin (Quantenzahl {\displaystyle S}). Diese Zustände können sich weiter koppeln zu Zuständen mit wohldefinierter Gesamtdrehimpuls-Quantenzahl der Atomhülle:
{\displaystyle J=|L-S|,\ |L-S|+1,\ \dots ,\ L+S-1,\ L+S.}
Dieses Kopplungsschema heißt LS-Kopplung und beschreibt in guter Näherung die Energieeigenzustände leichter Atome.

### Kernspinquantenzahl
Die Kernspinquantenzahl {\displaystyle I}, auch kurz Kernspin genannt, beschreibt den Drehimpuls eines ganzen Atomkerns. Dieser setzt sich zusammen aus den Spins und den Bahndrehimpulsen der einzelnen Protonen und Neutronen, weshalb er folgende Werte annehmen kann:
- ganzzahlig, wenn die Nukleonenzahl gerade ist, z. B. {\displaystyle I({}^{14}\mathrm {N} )=1}
- halbzahlig, wenn die Nukleonenzahl ungerade ist, z. B. {\displaystyle I({}^{1}\mathrm {H} )=1/2.}

### Gesamtdrehimpulsquantenzahl des Atoms
Die Gesamtdrehimpulsquantenzahl des Atoms {\displaystyle F} beschreibt den Gesamtdrehimpuls eines ganzen Atoms. Dieser setzt sich aus dem Gesamtdrehimpuls {\displaystyle J} aller Elektronen und dem Kernspin {\displaystyle I} zusammen:
{\displaystyle {\vec {F}}={\vec {I}}+{\vec {J}}.}
Für seinen Betrag gilt:
{\displaystyle |{\vec {F}}|={\sqrt {F(F+1)}}\hbar }
Dabei nimmt {\displaystyle F} (für gegebenes {\displaystyle J}) folgende Werte an:
{\displaystyle F=|J-I|,\ |J-I|+1,\ ...,\ J+I-1,\ J+I.}

### Radiale Quantenzahl
|                         | Atomphysik {\displaystyle n=n_{r}+l+1} | Atomphysik {\displaystyle n=n_{r}+l+1} | Atomphysik {\displaystyle n=n_{r}+l+1} | Atomphysik {\displaystyle n=n_{r}+l+1} | Kern- und Teilchenphysik {\displaystyle n=n_{r}+1} | Kern- und Teilchenphysik {\displaystyle n=n_{r}+1} | Kern- und Teilchenphysik {\displaystyle n=n_{r}+1} | Kern- und Teilchenphysik {\displaystyle n=n_{r}+1} |
| {\displaystyle l=0}     | {\displaystyle l=1}                    | {\displaystyle l=2}                    | {\displaystyle l=3}                    | {\displaystyle l=0}                    | {\displaystyle l=1}                                | {\displaystyle l=2}                                | {\displaystyle l=3}                                |                                                    |
| ----------------------- | -------------------------------------- | -------------------------------------- | -------------------------------------- | -------------------------------------- | -------------------------------------------------- | -------------------------------------------------- | -------------------------------------------------- | -------------------------------------------------- |
| {\displaystyle n_{r}=0} | 1s                                     | 2p                                     | 3d                                     | 4f                                     | 1s                                                 | 1p                                                 | 1d                                                 | 1f                                                 |
| {\displaystyle n_{r}=1} | 2s                                     | 3p                                     | 4d                                     | 5f                                     | 2s                                                 | 2p                                                 | 2d                                                 | 2f                                                 |
| {\displaystyle n_{r}=2} | 3s                                     | 4p                                     | 5d                                     | 6f                                     | 3s                                                 | 3p                                                 | 3d                                                 | 3f                                                 |
| {\displaystyle n_{r}=3} | 4s                                     | 5p                                     | 6d                                     | 7f                                     | 4s                                                 | 4p                                                 | 4d                                                 | 4f                                                 |

Die radiale Quantenzahl {\displaystyle n_{r}\,} ist die Anzahl der Nullstellen (Knoten) im radialen Anteil der Wellenfunktion eines gebundenen Teilchens (Elektron im Atom, Nukleon im Atomkern, Quark im Quarkonium), so wie die Quantenzahl {\displaystyle l} die Zahl der Knoten im winkelabhängigen Teil angibt. 
Für die Bezeichnung der Orbitale verwendet man nicht die Kombination {\displaystyle n_{r}l\,}, sondern die Kombination {\displaystyle nl}. Hierbei ist Hauptquantenzahl {\displaystyle n}
- in der Atomphysik: {\displaystyle n=n_{r}+l+1\,},
- in der Kern- und Teilchenphysik: {\displaystyle n=n_{r}+1\,}.

Die unterschiedlichen Definitionen haben historische Gründe: Im Coulomb-Potential der Atomphysik liegen Energieniveaus mit gleichem {\displaystyle n_{r}+l} nahe beieinander, so dass man sie zusammen als {\displaystyle n}-te Schale bezeichnet.